# Hợp chất

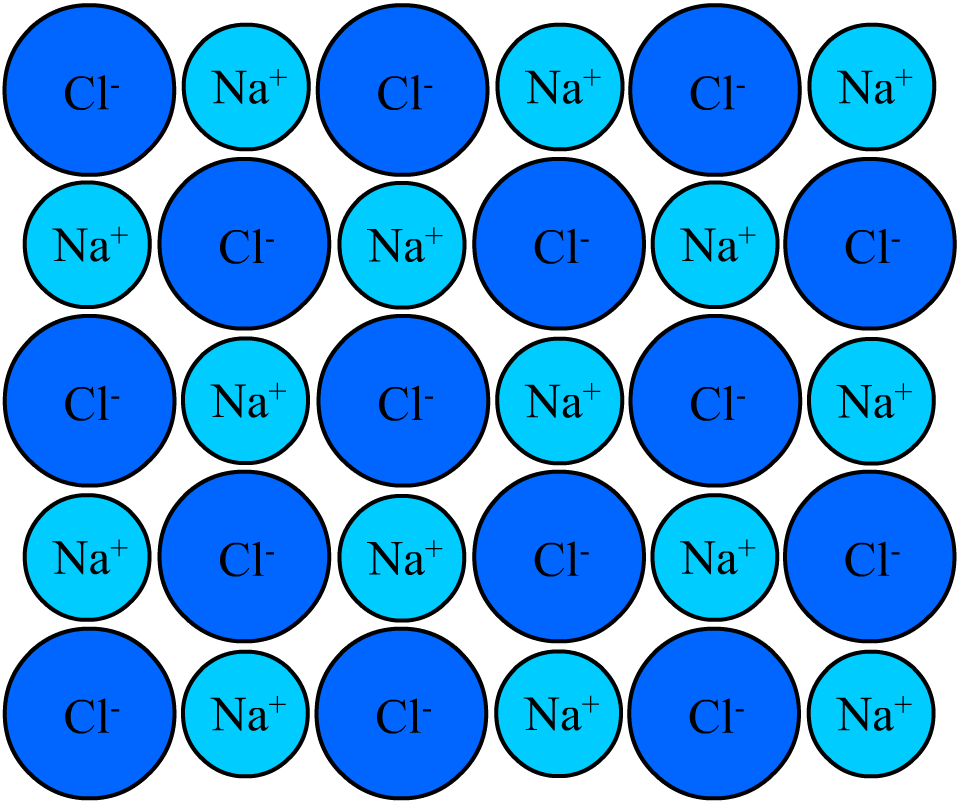
Muối ăn (NaCl) là 1 hợp chất được cấu tạo từ 2 nguyên tố là Na và Cl.

Trong hóa học, hợp chất (hoặc là đa chất) là 1 chất được cấu tạo bởi từ 2 nguyên tố khác loại trở lên, với tỷ lệ thành phần cố định và trật tự nhất định. Thành phần của hợp chất khác với hỗn hợp, ở chỗ không thể tách các nguyên tố hóa học ra khỏi hợp chất bằng phương pháp vật lý. Ví dụ, nước (H2O) là hợp chất gồm 1 nguyên tử H cho mỗi nguyên tử O. Trái ngược với hợp chất là đơn chất.
Nói chung, tỷ lệ cố định này phải tuân theo những định luật vật lý, hơn là theo sự lựa chọn chủ quan của con người. Đó là lý do vì sao những vật liệu như đồng thau, chất siêu dẫn như YBCO, chất bán dẫn như nhôm gali arsen hoặc sô-cô-la được xem là hỗn hợp hoặc hợp kim hơn là hợp chất.
Một công thức hóa học xác định số nguyên tử của mỗi nguyên tố trong một phân tử hợp chất, sử dụng chữ viết tắt tiêu chuẩn cho các nguyên tố hóa học và số kí hiệu. Ví dụ, một phân tử nước có công thức H2O chỉ ra hai nguyên tử hydro liên kết với một nguyên tử oxy. Nhiều hợp chất hóa học có số nhận dạng số CAS duy nhất được chỉ định bởi Dịch vụ tóm tắt hóa học. Trên toàn cầu, hơn 350.000 hợp chất hóa học (bao gồm cả hỗn hợp hóa chất) đã được đăng ký để sản xuất và sử dụng.
Một hợp chất có thể được chuyển đổi thành một thành phần hóa học khác nhau bằng cách tương tác với một hợp chất hóa học thứ hai thông qua một phản ứng hóa học. Trong quá trình này, liên kết giữa các nguyên tử bị phá vỡ trong cả hai hợp chất tương tác và liên kết mới được hình thành.
Đến nay con người đã biết trên 10 triệu hợp chất khác nhau, trong số đó phần rất lớn là những hợp chất hữu cơ.

## Định nghĩa
Bất kỳ chất nào bao gồm hai hoặc nhiều loại nguyên tử (nguyên tố hóa học) khác nhau theo tỷ lệ cân bằng hóa học cố định đều có thể được gọi là hợp chất hóa học; khái niệm này dễ hiểu nhất khi xem xét các chất hóa học tinh khiết. :15  Nó xuất phát từ việc chúng bao gồm các tỷ lệ cố định của hai hoặc nhiều loại nguyên tử mà các hợp chất hóa học có thể được chuyển đổi, thông qua phản ứng hóa học, thành các hợp chất hoặc các chất mà mỗi nguyên tử có ít nguyên tử hơn. Tỷ lệ của mỗi nguyên tố trong hợp chất được thể hiện bằng tỷ lệ trong công thức hóa học của nó. Một công thức hóa học là một cách để thể hiện thông tin về tỷ lệ của các nguyên tử tạo thành một hợp chất hóa học đặc biệt, sử dụng chữ viết tắt tiêu chuẩn cho các nguyên tố hóa học, và kí hiệu để chỉ số nguyên tử có liên quan. Ví dụ, nước bao gồm hai nguyên tử hydro liên kết với một nguyên tử oxy: công thức hóa học là H 2 O. Trong trường hợp của các hợp chất không cân bằng hóa học, tỷ lệ có thể biến thiên liên quan đến việc điều chế của chúng với, và đưa ra tỷ lệ cố định của các yếu tố thành phần của chúng, nhưng tỷ lệ mà có thể nằm trong một phạm vi [ví dụ, đối với palladium hydride, PDH x (0,02 <x <0,58)].
Các hợp chất hóa học có cấu trúc hóa học độc nhất và xác định được tổ chức với nhau theo cách sắp xếp không gian xác định bằng các liên kết hóa học. Các hợp chất hóa học có thể là các hợp chất phân tử được giữ với nhau bằng liên kết cộng hóa trị, muối hay axit được liên kết với nhau bằng liên kết ion, hợp chất intermetallic được giữ với nhau bằng liên kết kim loại hoặc tập hợp các phức hợp hóa học được liên kết với nhau bằng liên kết cộng hóa trị. Các nguyên tố hóa học tinh khiết thường không được coi là hợp chất hóa học, không đáp ứng yêu cầu hai nguyên tử trở lên, mặc dù chúng thường bao gồm các phân tử gồm nhiều nguyên tử (như trong phân tử diatomic H 2, hoặc phân tử polyatomic S 8, v.v.). Nhiều hợp chất hóa học có số nhận dạng số duy nhất được chỉ định bởi Dịch vụ tóm tắt hóa học (CAS): số CAS của nó.
Có các chất khác biệt danh pháp khác nhau và đôi khi không nhất quán, bao gồm các ví dụ thực sự không cân bằng hóa học, từ các hợp chất hóa học, đòi hỏi các tỷ lệ cố định. Nhiều chất hóa học rắn, ví dụ như nhiều khoáng vật silicat là các chất hóa học, nhưng không có công thức đơn giản phản ánh liên kết hóa học của các nguyên tố với nhau theo tỷ lệ cố định; mặc dù vậy, các chất kết tinh này thường được gọi là "các hợp chất không cân bằng hóa học". Có thể lập luận rằng chúng có liên quan đến, chứ không phải là các hợp chất hóa học, trong trường hợp sự biến đổi trong thành phần của chúng thường là do sự có mặt của các nguyên tố lạ bị mắc kẹt trong cấu trúc tinh thể của một hợp chất hóa học thực sự khác, hoặc do nhiễu loạn trong cấu trúc liên quan đến hợp chất đã biết phát sinh do sự thiếu hụt của các yếu tố cấu thành tại các vị trí trong cấu trúc của nó; các chất không cân bằng hóa học này (cùng các loại có trong nhiều khoáng vật khác) tạo thành hầu hết lớp vỏ và lớp phủ của Trái Đất. Các hợp chất khác được coi là giống hệt nhau về mặt hóa học có thể có tỉ lệ đồng vị nặng hoặc nhẹ khác nhau của các nguyên tố cấu thành, làm thay đổi tỷ lệ các nguyên tố theo khối lượng một chút.

## Phân loại
Hợp chất trong hóa học được phân làm nhiều loại:

### Hợp chất vô cơ
Hợp chất vô cơ bao gồm khí CO, khí CO2, H2CO3 và các muối cacbonat, hydrocacbonat và những hợp chất không có mặt nguyên tử C. Chúng thường được xem là kết quả của sự tổng hợp từ các quá trình địa chất, trong khi hợp chất hữu cơ thường liên quan đến các quá trình sinh học. Các nhà hóa học hữu cơ truyền thống thường xem bất kỳ phân tử nào có chứa C là hợp chất hữu cơ, và như vậy, hóa học vô cơ được mặc định là nghiên cứu về các phân tử không có C.
Phân loại: Hợp chất vô cơ được chia làm bốn loại: oxide, acid, base, muối.
Oxide là hợp chất gồm 1 nguyên tố kết hợp với 1 hay nhiều nguyên tử O. Oxide được chia làm bốn loại:
- Oxide acid: Là những oxide cấu tạo từ 1 nguyên tố phi kim với O và có 1 acid tương ứng.
VD: SO2, CO2,...
- Oxide base: Là những oxide cấu tạo từ 1 nguyên tố kim loại với O và có 1 base tương ứng.
VD: CaO, Fe3O4,...
- Oxide lưỡng tính: Là những oxide vừa có 1 acid tương ứng vừa có 1 base tương ứng.
VD: Al2O3, ZnO,...
- Oxide trung tính: Là những oxide không có acid hay base nào tương ứng (còn gọi là oxide không tạo muối).
VD: CO, NO,...
Acid là các hợp chất hóa học cấu tạo từ các phi kim hoặc oxide acid và có thể hòa tan trong nước (trừ H2SiO3), phân ra:
- Acid dựa theo độ mạnh, yếu:
+ Acid mạnh: HCl, H2SO4, HNO3, HClO4, H2SbF7, ...
+ Acid yếu: HClO, H2SO3, H2CO3, ...
Base là các hợp chất hóa học được cấu tạo từ các kim loại (đôi khi nó được tạo thành từ các oxide base), phân ra:
- Base tan trong nước: LiOH, NaOH, KOH, RbOH, CsOH, Ca(OH)2, Sr(OH)2, Ba(OH)2, N(CH3)4OH, NH3(aq) (NH4OH), ...
- Base không tan trong nước: Fe(OH)2, Fe(OH)3, Cu(OH)2, Zn(OH)2, Al(OH)3, Mg(OH)2, Be(OH)2, C6H5NH2, ...

### Hợp chất hữu cơ
Hợp chất hữu cơ là 1 lớp lớn của các hợp chất hóa học mà các phân tử của chúng có chứa C, ngoại trừ các carbide, cacbonat, cacbon oxide (mônoxide và dioxide), xyanua. Sự nghiên cứu về các hợp chất hữu cơ gọi là hóa hữu cơ. Rất nhiều hợp chất trong số các hợp chất hữu cơ, chẳng hạn như prôtêin, chất béo, và cacbohydrat (đường), là những chất có tầm quan trọng trong hóa sinh học.
VD: rượu, acid axetic,...

## Liên kết và các lực
Các hợp chất được tổ chức với nhau thông qua nhiều loại liên kết và lực khác nhau. Sự khác biệt về các loại liên kết trong các hợp chất khác nhau dựa trên các loại nguyên tố có trong hợp chất.
Lực phân tán London là lực yếu nhất trong tất cả các lực liên phân tử. Chúng là các lực hấp dẫn tạm thời hình thành khi các electron trong hai nguyên tử liền kề được định vị sao cho chúng tạo ra một lưỡng cực tạm thời. Ngoài ra, các lực phân tán London chịu trách nhiệm ngưng tụ các chất không phân cực thành chất lỏng và tiếp tục đóng băng đến trạng thái rắn phụ thuộc vào nhiệt độ của môi trường thấp như thế nào.
Một liên kết cộng hóa trị, còn được gọi là liên kết phân tử, liên quan đến việc chia sẻ các electron giữa hai nguyên tử. Về cơ bản, loại liên kết này xảy ra giữa các nguyên tố gần nhau trên bảng tuần hoàn các nguyên tố, tuy nhiên nó được quan sát giữa một số kim loại và phi kim. Điều này là do cơ chế của loại trái phiếu này. Các nguyên tố nằm gần nhau trên bảng tuần hoàn có xu hướng có độ âm điện tương tự nhau, có nghĩa là chúng có ái lực tương tự với các điện tử. Do cả hai phần tử đều không có ái lực mạnh hơn để tặng hoặc thu được electron, nó khiến các phần tử chia sẻ electron để cả hai phần tử có octet ổn định hơn.
Liên kết ion xảy ra khi các electron hóa trị được chuyển hoàn toàn giữa các nguyên tố. Đối lập với liên kết cộng hóa trị, liên kết hóa học này tạo ra hai ion tích điện trái dấu. Các kim loại trong liên kết ion thường mất các electron hóa trị của chúng, trở thành một cation tích điện dương. Phi kim sẽ thu được các electron từ kim loại, làm cho phi kim trở thành một anion tích điện âm. Như đã phác thảo, liên kết ion xảy ra giữa một người cho điện tử, thường là kim loại và chất nhận điện tử, có xu hướng là một phi kim.
Liên kết hydro xảy ra khi một nguyên tử hydro liên kết với một nguyên tử có độ âm điện tạo thành một kết nối tĩnh điện với một nguyên tử có độ âm điện khác thông qua các lưỡng cực hoặc điện tích tương tác.

## Phản ứng
Một hợp chất có thể được chuyển đổi thành một thành phần hóa học khác nhau bằng cách tương tác với một hợp chất hóa học thứ hai thông qua một phản ứng hóa học. Trong quá trình này, liên kết giữa các nguyên tử bị phá vỡ trong cả hai hợp chất tương tác, và sau đó liên kết được cải tổ để các liên kết mới được tạo ra giữa các nguyên tử. Theo sơ đồ, phản ứng này có thể được mô tả là AB + CD → AD + CB, trong đó A, B, C và D là mỗi nguyên tử duy nhất; và AB, AD, CD và CB là mỗi hợp chất duy nhất.